# Peter Fröjdfeldt

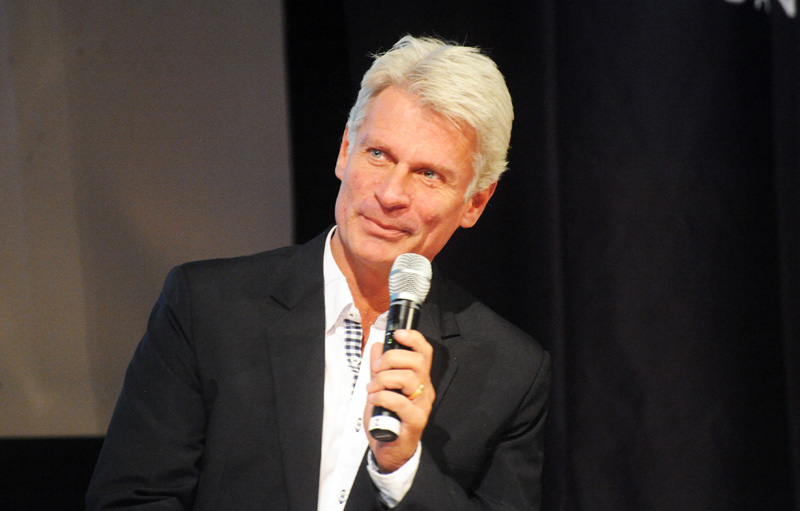
Peter Fröjdfeldt

Peter Fröjdfeldt (Eskilstuna, 14 november 1963) is een Zweedse voetbalscheidsrechter, die actief was op het WK voetbal 2006. Hij floot ook tijdens het EK voetbal 2008 in Zwitserland en Oostenrijk. Hij leidde op dit EK drie duels; Nederland-Italië, Turkije-Tsjechië en Portugal-Duitsland en was hij een aantal keer de vierde man, onder andere bij de finale tussen Duitsland-Spanje. Daarnaast was hij de scheidsrechter van de UEFA Cup-finale 2008.